# مستشفى نابلس التخصصي
مستشفى نابلس التخصصي مستشفى خاص في مدينة نابلس، في الضفة الغربية، تأسس عام 2000م. يعتبر من أبرز المؤسسات الطبية الفلسطينية الخاصة في شمال الضفة الغربية، تبلغ قدرته السريرية نحو 54 سريرًا.

## الخدمات
يضم المستشفى أقساماً عديدة، وهي: الطوارئ، والنسائية التوليد، والحضانة والأطفال، والعمليات، والحالات اليومية، والباطني، والعناية المتوسطة والمكثفة، والعناية القلبية الحثيثة، وقسم جراحة القلب والقسطرة، والعيادات الخارجية، والتغذية، والعلاج الطبيعي، والأشعة، والمختبر والصيدلية.

## أحداث

### الانتفاضة الفلسطينية الثانية
لعب المستشفى دوراً مهماً في علاج جرحى الانتفاضة الثانية، خصوصا خلال اجتياح نابلس ضمن عملية السور الواقي.

### جائحة فيروس كورونا في فلسطين
قررت وزيرة الصحة الفلسطينية مي الكيلة في 18 يونيو 2020، إغلاق مستشفى نابلس التخصصي مؤقتًا وتحويله إلى مركز حجر صحي والحجر على كل من كان متواجدًا فيه نتيجة إصابة أحد أفراد الطاقم الطبي بمرض فيروس كورونا 2019.